# Agrodiaetus crassipunctata
Agrodiaetus crassipunctata är en fjärilsart som beskrevs av Hermann Stauder 1924. Agrodiaetus crassipunctata ingår i släktet Agrodiaetus och familjen juvelvingar. Inga underarter finns listade i Catalogue of Life.